# Bukayr (nom)
Bukayr és un nom masculí àrab (àrab: بكير, Bukayr) que literalment significa ‘petit camell jove’, essent etimològicament un diminutiu del nom Bakr. Si bé Bukayr és la transcripció normativa en català del nom en àrab clàssic, també se'l pot trobar transcrit d'altres maneres. Aquest nom també el duen musulmans no arabòfons que l'han adaptat a les característiques fòniques i gràfiques de la seva llengua.
Vegeu aquí personatges i llocs que duen aquest nom.